# Decurione
I decurioni (Latino: decurio, plurale decuriones), nella società dell'Antica Roma, erano i funzionari che si occupavano di amministrare e governare le colonie ed i municipi per conto del potere centrale. A questa garanzia di autonomia da parte di Roma corrispondeva, da parte dei decurioni, l'impegno ad assolvere gli obblighi delle città verso l'Urbe: soprattutto obblighi fiscali. Questi funzionari assumevano anche l'onere delle spese che rientravano in quel fenomeno, largamente diffuso soprattutto ai tempi dell'Impero, detto evergetismo.
Entrando più nello specifico, il decurionato designava due tipi di cariche diverse e slegate tra loro, una politica e una militare, che non vanno confuse nonostante l'omonimia.
In ambito amministrativo, i decurioni erano coloro che, nati liberi, contribuivano ad amministrare le colonie e i municipi riunendosi in un'assemblea, che potrebbe essere definita come una specie di Senato cittadino formato generalmente da 100 membri. Non si è a conoscenza di un requisito minimo di censo necessario per far parte dell'ordo decurionum di una città, ma generalmente i membri di questa classe sociale avevano a disposizione un patrimonio di almeno 100.000 sesterzi. Senza dubbio si può però affermare che i membri di questo ordine facevano parte dell'èlite locale formata da mercanti, medi proprietari terrieri, possessori di opifici e attività manifatturiere, che esercitando cariche politiche nel loro municipio o nella loro colonia, potevano poi aspirare ad entrare a far parte dell'amministrazione statale di Roma, ottenendo incarichi di rilievo e ben pagati. In un certo senso si potrebbe dire che spesso la carriera politica dei decurioni all'interno delle loro città era un ascensore sociale, un trampolino di lancio che permetteva anche ai notabili italici e provinciali di tentare una prestigiosa ascesa nella città di Roma, cuore pulsante dell'impero. 
Questa classe sociale entrò in una fase di progressivo declino dalla fine del II secolo d.C., quando l'economia delle città iniziò ad entrare in crisi con la fine delle conquiste. Questo perché i decurioni vennero sempre più schiacciati dagli obblighi legati alla loro carica, per esempio l'obbligo di coprire l'ammanco fiscale di tasca propria. In una fase di contrazione economica, nella quale i cittadini avevano a disposizione risorse limitate, è evidente che i decurioni si trovarono sempre più spesso a dover intervenire con fondi propri per raggiungere la quota di tasse dovuta allo Stato romano, impoverendosi sempre più. Quello che per circa secoli era stato un incarico nobilitante, occasione di evergetismo, ascesa sociale e riconoscimento all'interno della propria comunità, era ormai diventato un onere e un fardello che andava evitato in ogni modo, tanto che col passare del tempo la carica di decurione fu resa ereditaria dagli imperatori, dato che i possibili candidati arrivavano a scappare dalle città pur di sottrarsi ai loro obblighi: chiunque soddisfaceva i requisiti, venne obbligato ad essere decurione.
Allo stesso tempo, un altro tipo di decurionato, totalmente scollegato dal precedente, era quello legato alla professione militare. Decurione, infatti, era definito anche il comandante di una decuria di cavalleria.

## Decurione in ambito militare
Nell'ambito militare il decurione era l'equivalente del centurione ed era al comando di una decuria (10 cavalieri) di cavalleria dell'esercito romano, assistito da un optio. Tre decurie di cavalieri a loro volta costituivano una turma, mentre 10 turmae costituivano il contingente di cavalleria legionaria di una legione romana di epoca medio repubblicana. Il primo ufficiale scelto comanda la turma, mentre gli altri due decuriones hanno la funzione di decadarchi. In assenza del primo, questi viene sostituito nel comando dal secondo.
La cavalleria legionaria, abolita all'epoca di Gaio Mario, fu reintrodotta da Augusto. Si trattava però di una forza alquanto ridotta, composta di soli 120 cavalieri, comandati da centurioni, non da decurioni. Sempre sotto Augusto, con la sua riforma dell'esercito e delle truppe ausiliarie, 16 turmae andarono a costituire un'ala di cavalleria.
Con la riforma di Gallieno (metà del III secolo d.C., non è chiaro se egli abbia aumentato il contingente di cavalleria interno alla legione stessa, portandolo da soli 120 cavalieri a 726, oppure se fu opera dei suoi successori, gli imperatori illirici, come una parte della storiografia moderna sembra sostenere. La nuova unità di cavalleria legionaria risultava divisa tra le dieci coorti legionarie, dove alla prima coorte erano affiancati 132 cavalieri (pari a 4 turmae, ciascuna posta sotto il comando di un decurione), mentre alle altre nove 66 ciascuna (pari a 2 turmae per ciascuna delle 9 coorti). In totale si avevano ben 22 turmae per ogni nuova legione, quindi 22 decurioni. La riprova di tutto ciò sembra derivare da un'iscrizione trovata a Baden in Germania, dove su un anello è scritto: "EQ(ues) LEG(ionis) XXI SEXTI T(urmarum?)".